# Али паша джамия (Октиси)
Вижте пояснителната страница за други значения на Али паша джамия.
Али паша джамия, още Алипашина джамия или Горна джамия (на македонска литературна норма: Али Паша џамија, Алипашина џамија, на албански: Xhamia e Ali Pashës), е османски мюсюлмански храм в стружкото село Октиси.
Джамията е главният храм на Октиси и датира от последните години на османското владичество в Македония. Смята се, че е изградена около 1903 година. Обновена е в 1973 година.